# トラバーチン

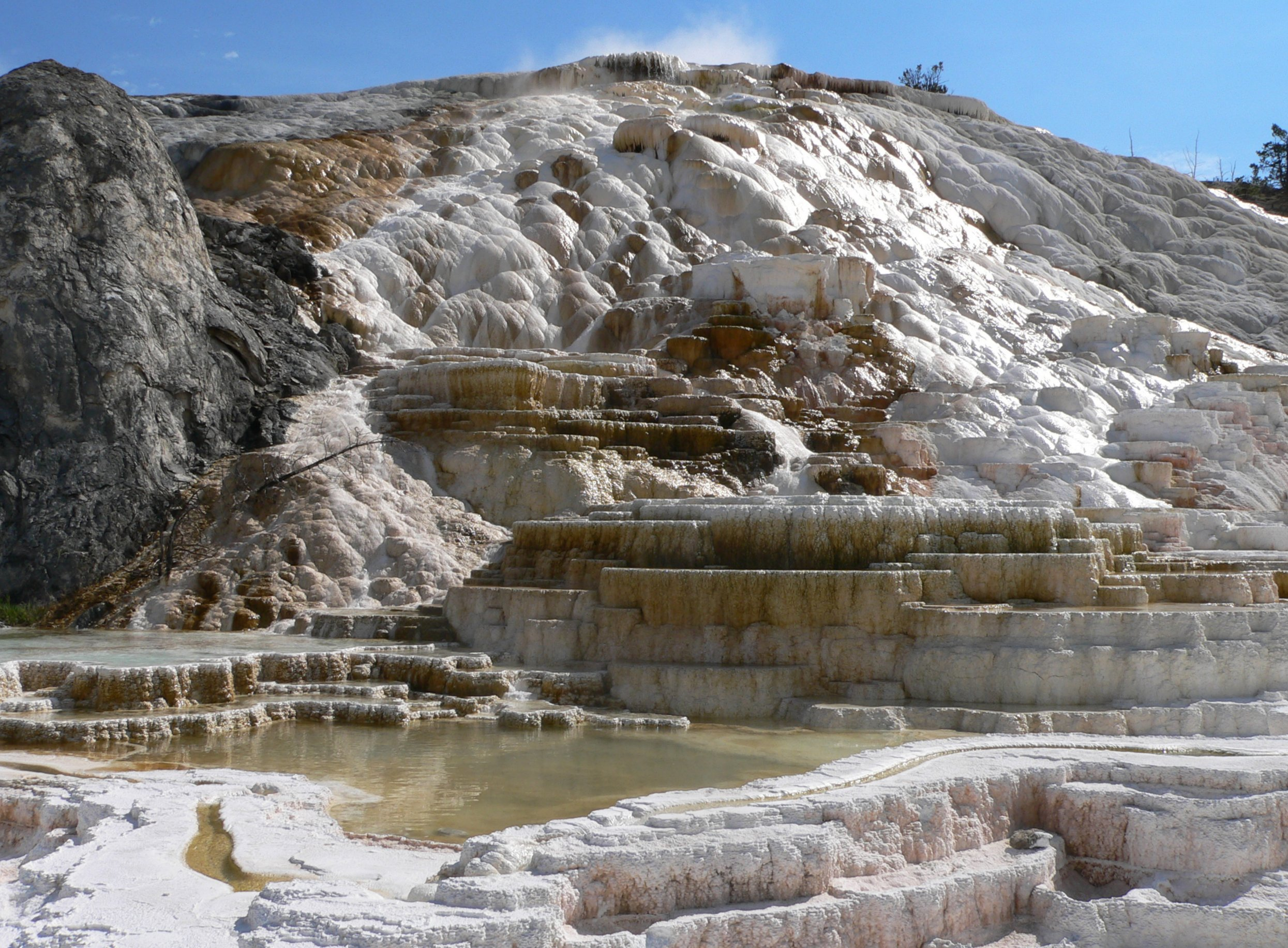
イエローストーン国立公園のマンモス・ホットスプリングスにあるトラバーチンでできた石灰華段

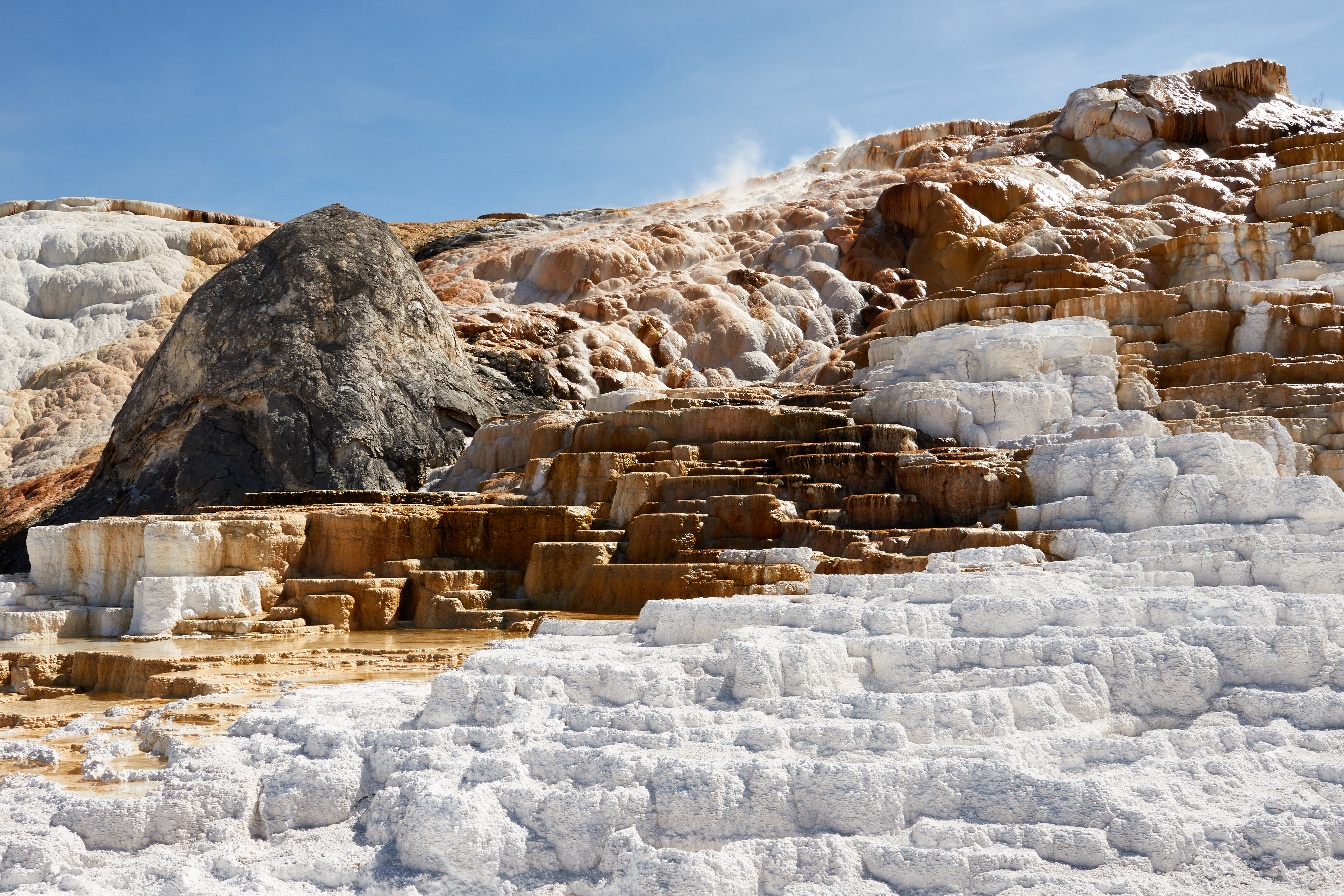
マンモス・ホットスプリングスの石灰華段

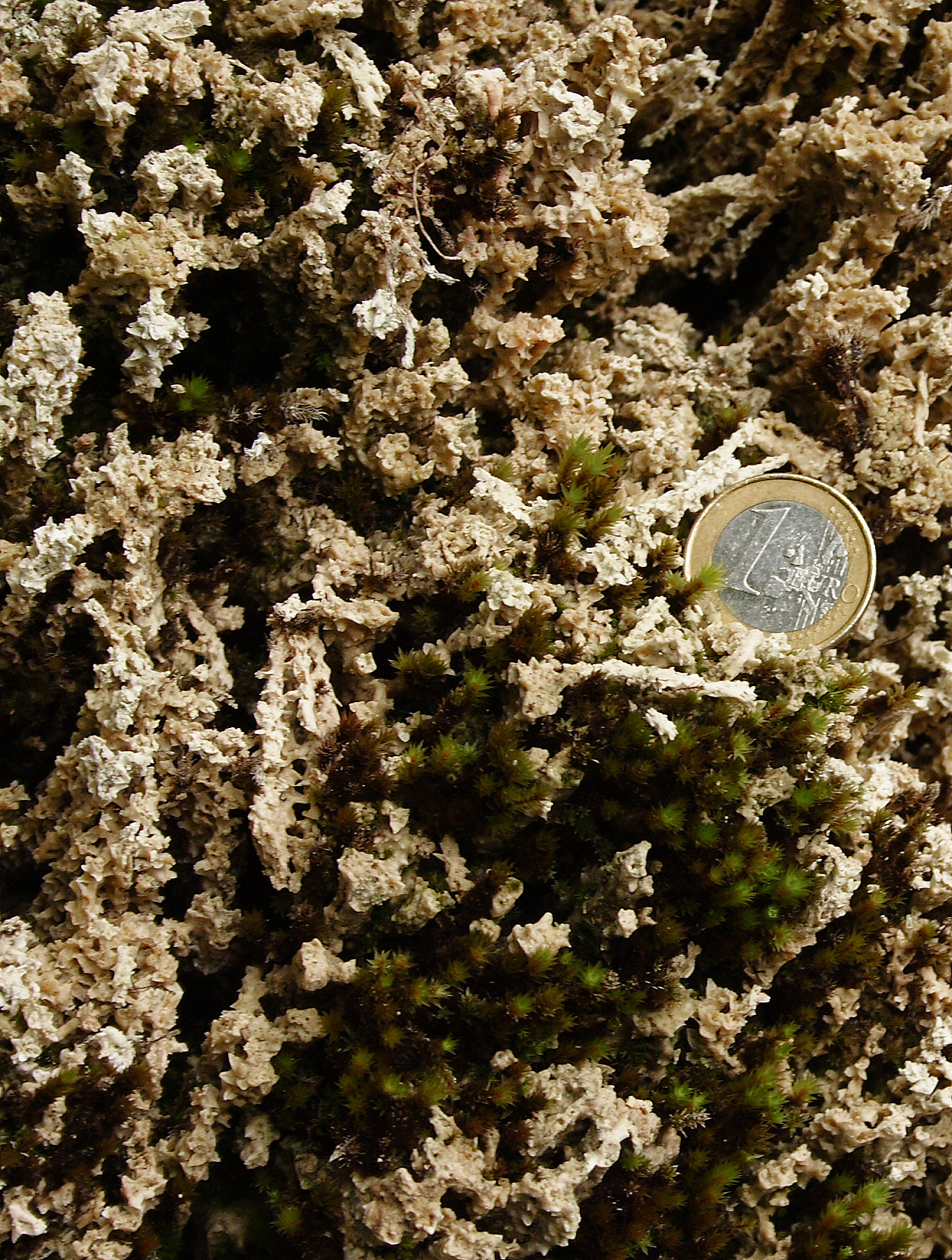
カルシウム炭酸塩が付着しながらも成長する苔。多孔性石灰華が形成される初期段階

トラバーチン（英: travertine）は、温泉、鉱泉、あるいは地下水中より生じた石灰質化学沈殿岩で、緻密、多孔質、縞状など、多様な構造をもつ。温泉沈殿物や鍾乳洞内の鍾乳石類、あるいは石灰分の多い河川沈殿物など。とくに多孔質で、軟弱なものをトゥファ（tufa）と呼ぶ。これらの総称として石灰華（calcareous sinter）が用いられる。緻密で、研磨して美しい光沢や色合い、模様を有するものを、装飾石材名としてオニックス マーブル（onyx marble）とかケイブ オニックス（cave onyx）という。
ローマ近郊Tivoli地方のラテン語名Tiburに由来し、イタリア語でtravertino（フランス語でtravertin）と呼ぶ。本項では温泉生成物について主に記述する。

## 特徴
熱水泉で形成されるトラバーチンは、二酸化ケイ素から形成される珪華と関連付けて語られることが多い。大型水生植物、コケ類、藻類、藍藻などの有機体はトラバーチンの表面にコロニーを作ることが多く、それによってトラバーチンは特徴的な多孔質となる。
熱水泉によっては、温度が高すぎて大型水生植物やコケ類が成長できず、多孔質でない岩石となる。そのような環境では好熱水性の微生物が重要であり、ストロマトライトのような構造になるのが一般的である。
鍾乳石や石筍などの洞窟内にできるトラバーチンでは、形成に生物活動の関与がない。

## 地球化学
現代に存在するトラバーチンは、過飽和な石灰分を含むアルカリ性の水が地熱で加熱され、pCO2（二酸化炭素分圧）が上昇することにより形成される。大気のpCO2が低いため、その水からCO2が抜け、結果としてpH値が高くなる。pH値が高くなると炭酸塩の溶解度が低下し、沈殿が促進される。pCO2の低下を促進する現象によって過飽和状態が強まることもある。例えば滝で水と空気が触れ合う面積が増えたり、光合成でCO2が消費されることが考えられる。地表の温泉沈殿物や河川沈殿物では、溶液からの脱二酸化炭素に生物活動が関与していることが多い。
場合によっては水の蒸発によって沈殿が促進されることもある。
{\displaystyle {\ce {{Ca^{2+}}+2HCO3^{-}<=>{CaCO3}+{H2O}+CO2}}}
方解石とアラレ石はどちらも熱水泉のトラバーチン中によく見られ、水の温度が高いとアラレ石が形成されやすく、水の温度が低いと方解石が形成されやすい。純粋なトラバーチンは白いが、炭酸塩以外の不純物が混ざることが多いため茶色や黄色になるものが多い。

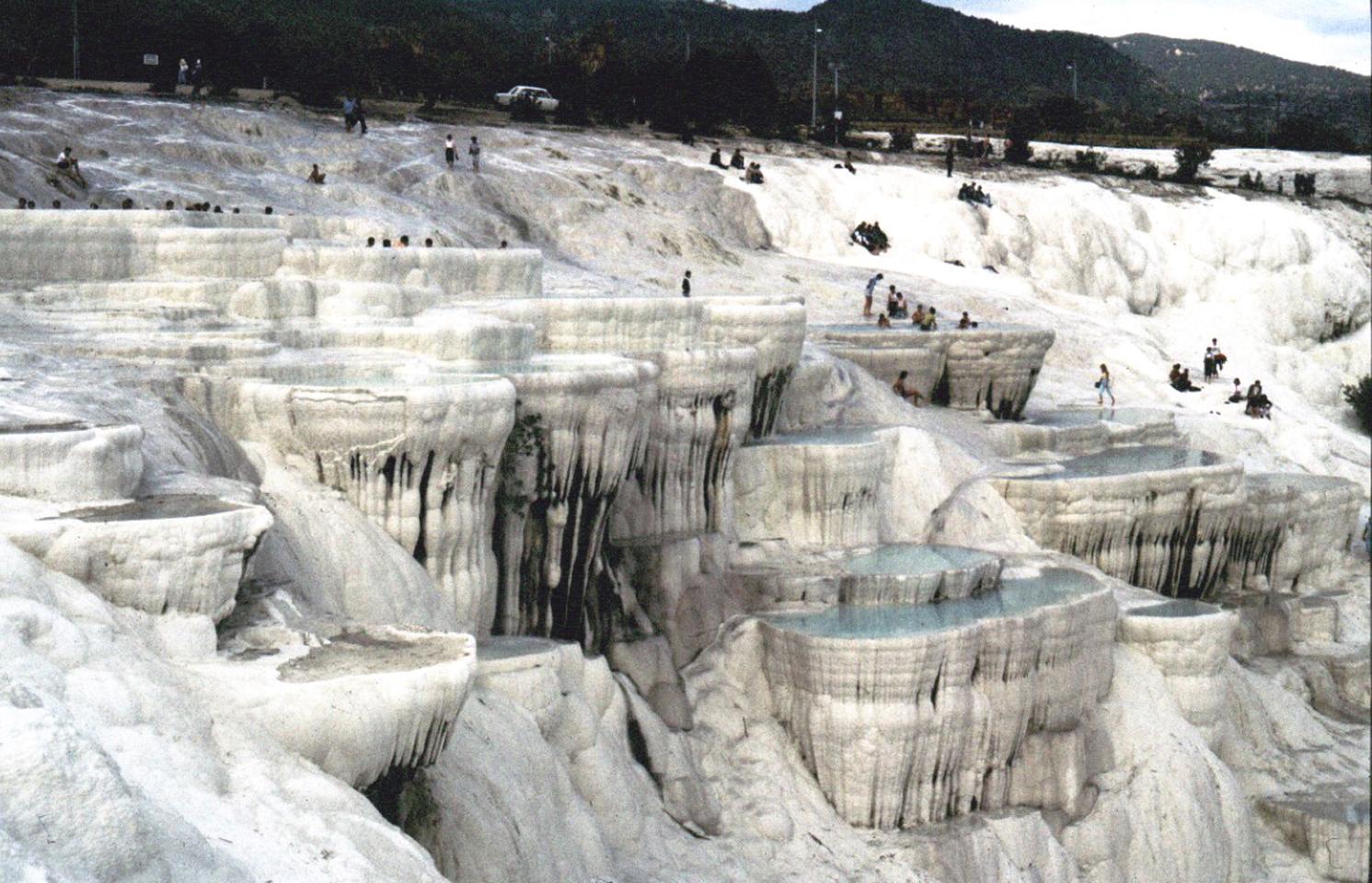
パムッカレのトラバーチンでできた石灰華段

パムッカレやイエローストーンで見られるように、トラバーチンは岩盤や他の不活性なものの上に直接堆積することもある。また、プリトヴィツェ湖群のように成長した苔の上に沈殿することもある。

## 産地

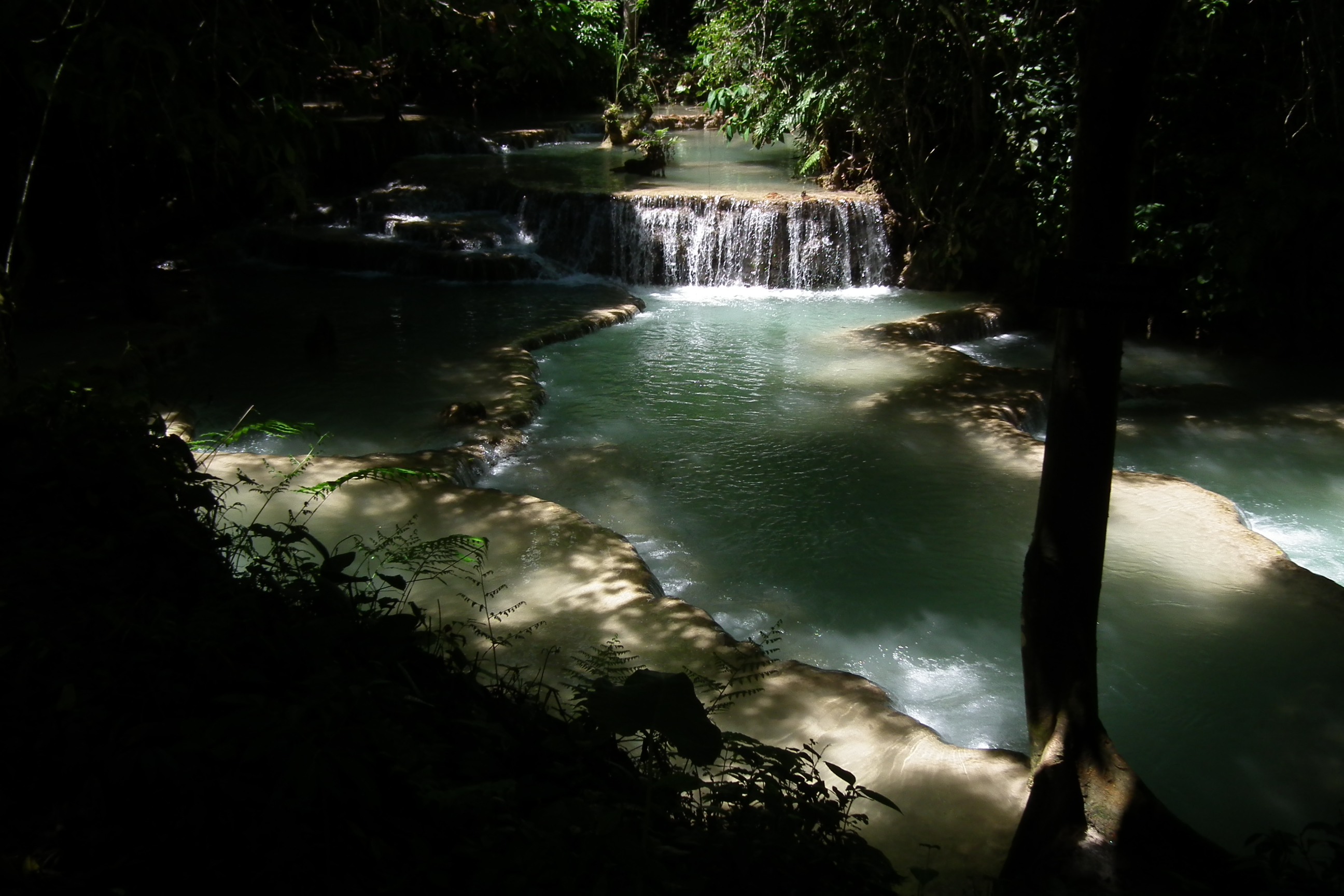
典型的なトラバーチンによる造形でできた滝（ラオスクアンシーの滝）

トラバーチンでできた小型の段丘地形を石灰華段（あるいは石灰華段丘）と呼ぶが、ローマ近郊のティヴォリやグイドーニア・モンテチェーリオのものが有名である。トラバーチンという名称はティヴォリに由来する。古代ローマ時代にはティヴォリはティブル (Tibur) と呼ばれていた。トラバーチンはその当時 lapis tiburtinus すなわち「ティブルの石」と呼ばれ、ここから travertine へと変化した。
このようなトラバーチンの堆積でできた美しい階段状の湖が、アフガニスタンのバンダミール湖、中国四川省の黄龍風景区、グアテマラのセムクチャンペイ、トルコのパムッカレで、また規模は小さいがラオスのクアンシーの滝の滝つぼなどでもみられる。
クロアチアのプリトヴィツェ湖群国立公園の谷では、トラバーチンによって大きな自然のダムが16個形成されている。トラバーチンが数千年にわたって水中の岩や苔に固着して成長し、高さ70メートルもの階段状の滝を生み出し、その内に大きな湖を湛えた。
また、間欠泉のある場所にも様々な色のトラバーチンが堆積している。アメリカで最も有名なトラバーチンの形成場所はイエローストーン国立公園の熱水泉の多い地域であり、大量のトラバーチンが堆積している。オクラホマ州にもそのような景観の公園が2つある。テキサス州ではオースティン周辺とその南方の地域に石灰岩の岩盤があり、ハミルトンプールなどが知られている。
ティヴォリとグイドーニアのトラバーチンの地層を詳細に研究したところ、1日単位および1年単位の薄層になっていることが判明し、これが絶対年代の測定に利用できる可能性がある。このような地層は世界中の熱帯および亜熱帯のカルスト地形に存在する。とくに軟質多孔性の種類、トゥファに顕著である。トゥファは生成後の続成作用によって硬質のトラバーチンへと変わる。
中央ヨーロッパの後氷期アトランティック期（紀元前8000年 - 紀元前5000年）には気候が最適であったため、カルスト泉で膨大な量のトゥファが形成された。重要なジオトープのいくつもの例がシュヴァーベンの山岳地帯で見つかっている。主にケスタ地形を呈している北西域の谷や、アルプス北麓にあるカルスト地形のフランケン地方周辺にみられる沢山の谷、カルストアルプス北部などである。規模は小さいがカルスト地形特有の形成作用はいまも続いている。

### 日本産トラバーチン
日本では、中国地方の帝釈台（広島県）や阿哲台（岡山県）のカルスト泉で特徴的にトゥファが生じており、その地方では水岩石（水含石とも）と呼ばれていて、盆栽などの台石によく使われている。しかしその発達の規模は上記の諸外国のものに比べると小さい。また、沖縄には特産「琉球トラバーチン」があり、糸満石と呼ばれて亀甲墓に使用されていた。これが国会議事堂の建設のため石材調査を行っていた武田五一によって見出され、瀬底島に産するものを宇流間石と命名、中央広間の壁面装飾用石材として使用された。また、石垣島産の琉球トラバーチン製「石敢当」石碑が川崎駅東口広場に置かれているのが、よく知られている。島根県で産出するものは八雲トラバーチンと呼ばれた。

## 利用

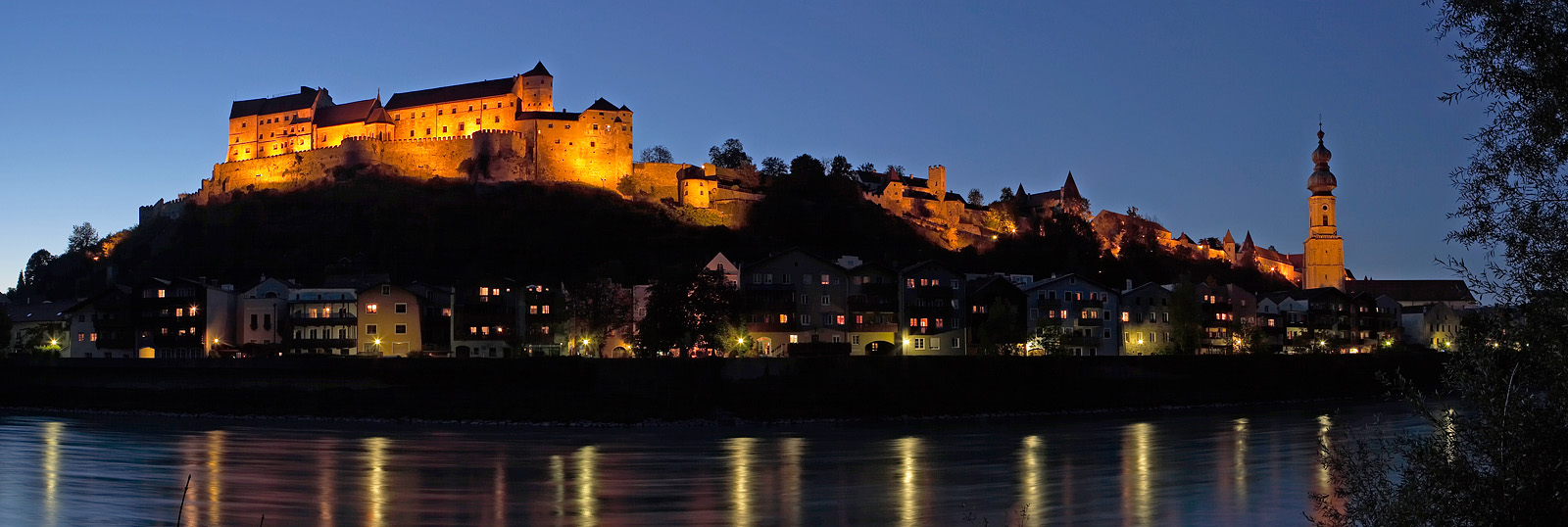
ヨーロッパ最長の城壁を持つブルクハウゼン城。主にトラバーチンで出来ている。

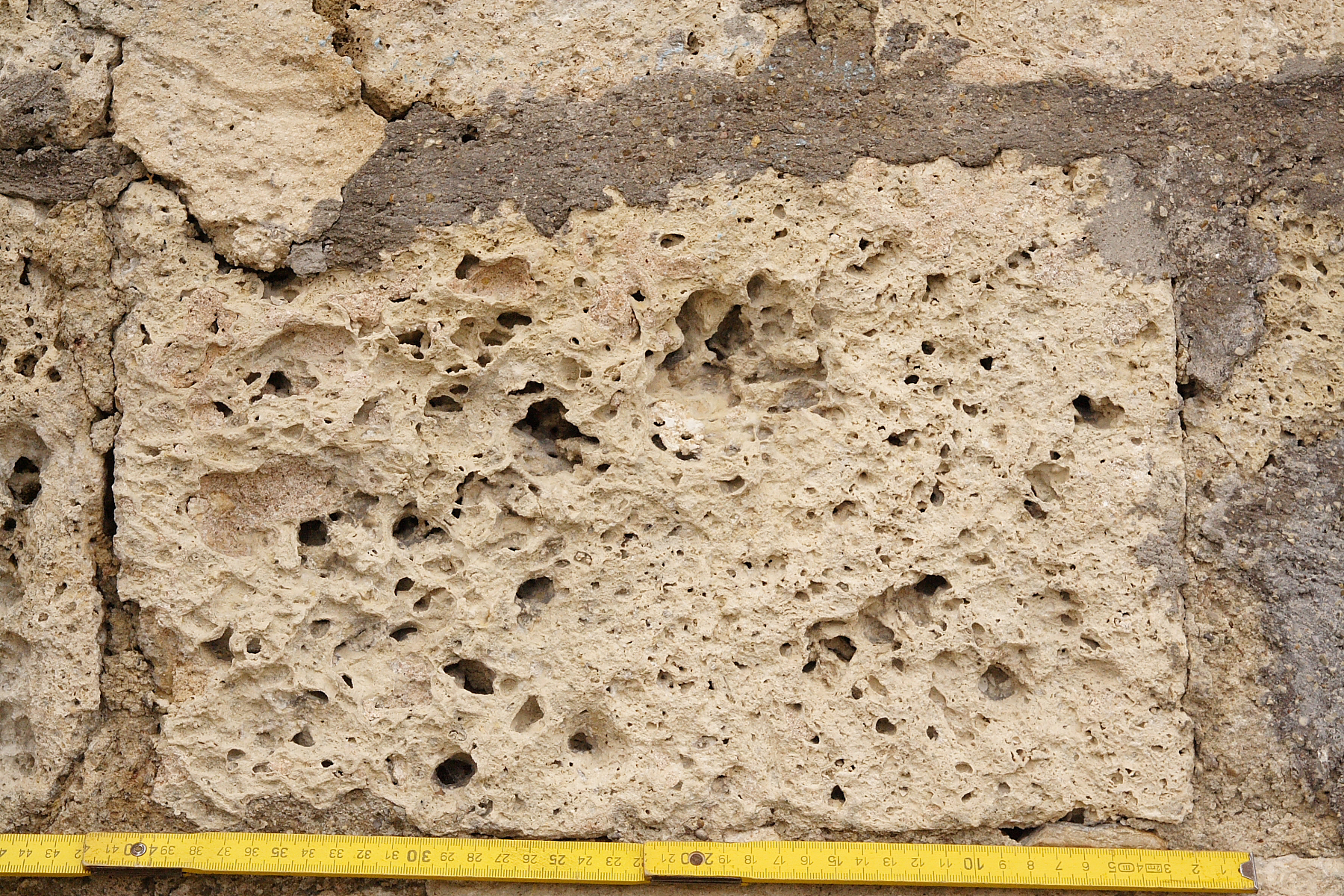
400年以上前の古い壁に使われているトラバーチン

トラバーチンは建築材料としてよく利用されている。古代ローマ人は古く乾いて硬くなったトラバーチンを大量に採掘した。ローマのコロッセオは、その大部分がトラバーチンでできた世界最大の建築物である。トラバーチンを多く使った有名な建築物としては他にローマのトレヴィの泉、パリのサクレ・クール寺院やロサンゼルスのゲティセンターなどがある。ゲティセンターの建設に使われたトラバーチンは、ティヴォリやグイドーニアから輸入したものである。
トラバーチンは中庭や庭園の小道の舗装にも使われる。石灰岩や大理石とは異なるが、そのような名称（travertine limestone あるいは travertine marble）で販売されていることもある。表面に孔や溝があることでトラバーチンだと判る。トラバーチンには形成の際に自然にそのような溝ができるが、風化作用で溝や孔ができたようにも見える。グラウトでそういった孔を埋めて販売する場合もある。表面を磨けば非常に滑らかで輝くように仕上げることもでき、色も灰色からコーラルレッドまで様々なものがある。床材用サイズのタイルの形状での利用が最も一般的である。

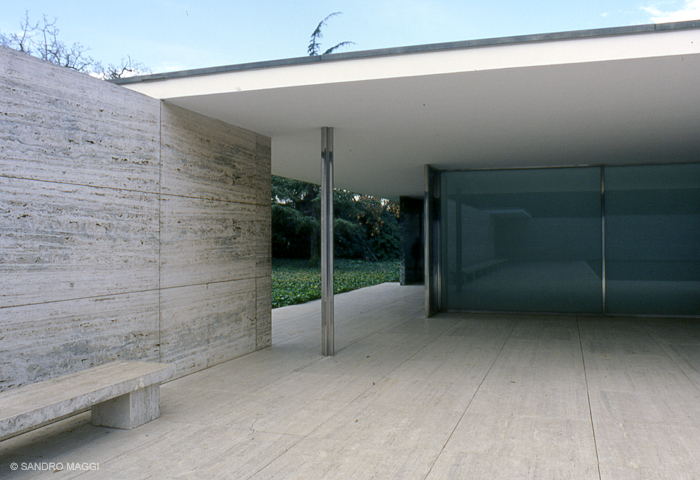
壁や床にトラバーチンを使用したミースのバルセロナ・パビリオン

トラバーチンは近代建築で最も頻繁に使われた石材の1つであり、一般に、正面装飾、壁や床に張る石材として使われてきた。シカゴのウィリス・タワーのロビーの壁はトラバーチンである。建築家ウェルトン・ベケットはトラバーチンをよく使っており、手がけた建築物のほとんどでトラバーチンを大量に使っている。例えばベケットが設計した UCLA Medical Center の1階の壁全体が分厚いトラバーチンで覆われている。建築家ミース・ファン・デル・ローエは、S.R. Crown Hall と Farnsworth house という2つの作品でトラバーチンを使った。
石材としては柔らかい方で孔や溝があるため、トラバーチンを床材として使うと、仕上げとその後のメンテナンスが難しい。例えばメンテナンスのために表面を削って磨くと、新たな孔が見えるようになったりして、見た目が大きく変わってしまうことがある。
アメリカでは建材としてのトラバーチンを国内で製造する業者は3社しかない。アメリカでのトラバーチンの年間需要は85万トンで、そのほとんどを輸入している。主な輸入元はトルコ、メキシコ、イタリア、ペルーである。10年ほど前まで、世界のトラバーチン市場のほとんどをイタリアが独占していた。

## 装飾パターンとして

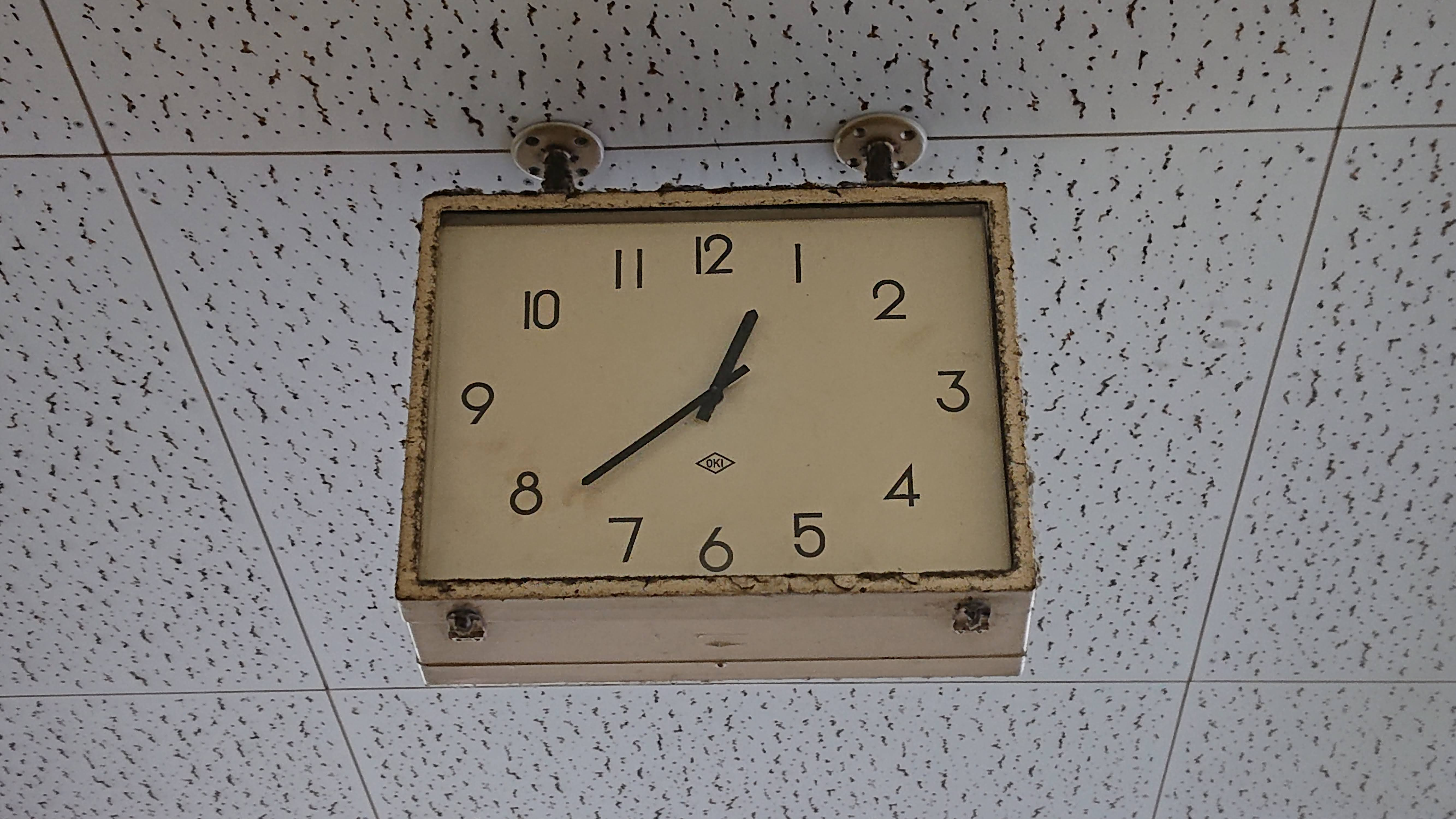
トラバーチンを模した天井材

吉野石膏が製造する天井用の化粧石膏ボード「ジプトーン」はトラバーチンを模した虫食い穴を設けている。これは同社が1968年に販売を始めたもので、丸穴の吸音板と比べてデザイン性が高いと評価された。